# Королёв, Павел Георгиевич
Павел Георгиевич Королёв (3 января 1918, Петроград — 11 апреля 1998, Санкт-Петербург) — русский советский живописец, член Санкт-Петербургского Союза художников (до 1992 года — Ленинградской организации Союза художников РСФСР).

## Биография
Родился 3 января 1918 года в Петрограде. В 1938 окончил ленинградскую СХШ при Всероссийской Академии художеств. В 1939 был призван на действительную военную службу в Красную Армию. Окончил полковую школу, получив звание сержанта и специальность командира орудийного расчёта. Участник войны с белофиннами и Великой Отечественной войны. Сражался на Ленинградском фронте в составе 25-й отдельной дивизии по охране «Дороги жизни» на Ладоге, на Волховском фронте. Участвовал в освобождении Польши. Награждён орденом Красной Звезды, медалями «За отвагу», «За оборону Ленинграда», «За победу над Германией».
После демобилизации продолжил обучение на живописном отделении ЛИЖСА имени И. Е. Репина, который окончил в 1951 году по мастерской Р. Р. Френца с присвоением квалификации художника живописи. Дипломная работа — картина «Вожди Октября».
Участвовал в выставках с 1951 года. Автор портретов, тематических картин, пейзажей, композиций на историко-революционные темы: «Крестьянские дети в гостях у В. Ленина в Горках», «Портрет девушки» (1953), «В. Ленин беседует с делегатами II съезда Советов», «Мужской портрет» (1956), «Ленин и Дзержинский», «Портрет Римского-Корсакова» и других. В 1951-1963 преподавал в ленинградском Художественно-педагогическом училище.
Скончался 11 апреля 1998 года в Санкт-Петербурге на 81-м году жизни.
Произведения П. Г. Королёва находятся в музеях и частных собраниях в России и за рубежом.